# Kadayanallur
Kadayanallur är en stad i den indiska delstaten Tamil Nadu, och tillhör distriktet Tirunelveli. Folkmängden uppgick till 90 364 invånare vid folkräkningen 2011.